# Sjeika
Sjeika, sjaikha, sjaicha of cheickha is de vrouwelijke vorm van sjeik. Sjeika, in de oorspronkelijke Arabische schrijfwijze شيخة,  betekent letterlijk "meesteres". Het is van oorsprong de benaming voor de oudere, gerespecteerde en wijzere vrouw die een hoog aanzien heeft in de traditie van de Maghrebijnse bedoeïenen. De term is het equivalent van de (mannelijke) sjeik. Later werd de term sjeika honend in verband gebracht met de prostituees en animeermeisjes uit de stad Oran in Algerije. Zij namen de rai van de bedoeïenen over om te verleiden, maar ook om hun slechte positie te verwoorden. De beroemdste sjeika is Cheikha Rimitti.